# جامعة إديث كوان
جامعة إديث كوان (بالإنجليزية: Edith Cowan University)‏ هي جامعة عامة في أستراليا تأسست عام 1991.جامعة إديث كوان تقع في بيرث، غرب أستراليا. تم تسميتها على اسم أول امرأة يتم انتخابها في البرلمان الأسترالي، إديث كوان، وهي الجامعة الأسترالية الوحيدة التي سميت على اسم امرأة.
تقع جامعة إديث كوان في غرب أستراليا، مع أكثر من 30.000 طالب على مستوى البكالوريوس والدراسات العليا، حوالي 6000 منهم من الطلاب الدوليين الذين ينتمون إلى أكثر من 100 دولة خارج أستراليا.
تقدم الجامعة أكثر من 300 برنامج دراسي عبر حرمين جامعيين، الأول في ماونت لاولي وجوندالوب، وحرم جامعي إقليمي في الجنوب الغربي، بنبري، على بعد 200 كم جنوب بيرث  كما يتم تقديم العديد من البرامج للدراسية عبر الإنترنت. بالإضافة إلى ذلك، لدى الجامعة شراكات مع العديد من المؤسسات التعليمية لإجراء دورات وبرامج دراسية في الخارج.
في استطلاع تجربة الطلاب لعام 2019 ، سجلت جامعة إديث كوان خامس أعلى تصنيف لرضا الطلاب من بين جميع الجامعات الأسترالية، وأعلى تصنيف لرضا الطلاب من بين جميع الجامعات الغربية الأسترالية العامة، مع تصنيف رضا عام يبلغ 83.3.

## وصلات خارجية
- الموقع الرسمي